# Programma alimentare mondiale
Il Programma alimentare mondiale (noto anche con l'acronimo PAM; in inglese: World Food Programme o WFP) è l'agenzia delle Nazioni Unite che si occupa di assistenza alimentare e la più grande organizzazione umanitaria del mondo. L'agenzia assiste una media di 100 milioni di persone in 78 paesi del mondo.
Gli obiettivi principali sono quelli di aiutare le persone che non riescono a trovare o produrre cibo per sé e le proprie famiglie.
L'agenzia ha la sede centrale a Roma e uffici in diversi paesi del mondo.
Il PAM fu fondato nel 1961 quando George McGovern, allora direttore del programma di aiuto alimentare degli Stati Uniti d'America, propose, durante la conferenza della FAO, di creare un programma di distribuzione alimentare. Il PAM venne costituito nel 1962 dalla FAO e dall'Assemblea generale delle Nazioni Unite per tre anni su base sperimentale. Nel 1965 il programma venne ratificato.
Nel 2020 gli è stato assegnato il Premio Nobel per la Pace "per i suoi sforzi nel combattere la fame, per i suoi contributi nel migliorare le condizioni della pace in aree di conflitto e per la sua azione nel prevenire l'uso della fame come arma per promuovere guerre e conflitti".

## Organizzazione
Il PAM è governato da un consiglio esecutivo composto da 36 membri in rappresentanza di altrettanti stati. A capo dell'organizzazione c'è un Direttore Esecutivo scelto dal segretario generale delle Nazioni Unite e dal Direttore Generale della FAO. La carica dura 5 anni. Il 29 marzo 2017, David Beasley è diventato il tredicesimo Direttore Esecutivo del PAM.
Il PAM nel 2023 conta circa 22.300 dipendenti in tutto il mondo, di cui circa un 13 per cento lavora nel quartier generale di Roma.

## Programma ed attività
Il PAM si propone di combattere la fame e la malnutrizione nonché di fornire i mezzi adeguati alla popolazione per procurarsi il cibo senza dover dipendere dagli aiuti alimentari.
La strategia del PAM si articola in 5 punti:
- Salvare vite umane e salvaguardare i mezzi di sussistenza nelle emergenze
- Prevenire la fame acuta, investire nella prevenzione dei disastri naturali e nelle misure di attenuazione del loro impatto
- Favorire la ricostruzione nelle fasi successive a un conflitto, a un disastro naturale o nei periodi di transizione
- Ridurre la fame cronica e la malnutrizione
- Rafforzare le capacità nazionali di lotta alla fame, anche attraverso la presa in carico, da parte dei governi locali, dei programmi PAM. Valorizzazione del progetto PAM di "acquisti locali".

Altro obiettivo del PAM è quello di sviluppare, con i suoi progetti nei paesi poveri, un'agricoltura sostenibile del rispetto dell'ambiente.
Nel 2010 il PAM ha distribuito 4,6 milioni di tonnellate di cibo a 109,2 milioni di persone in 75 paesi, di cui 89 milioni sono donne e bambini. Oltre 21 milioni di bambini hanno usufruito dei pasti dei programmi di alimentazione scolastica del PAM.
Il PAM riceve contributi volontari, da parte dei governi, del settore privato e degli individui. Nel 2010 la spesa totale per l'acquisto di cibo è stata di 1,25 miliardi di dollari.

Il PAM lavora con la collaborazione di varie organizzazioni nel coordinamento degli aiuti: Direzione generale per gli aiuti umanitari della Commissione europea (ECHO), EuropeAid, USAID; organizzazioni non-governative e Save the Children.

Moneta da 2 euro commemorativa emessa nel 2004 dalla zecca italiana in onore al Programma alimentare mondiale.